# Osbournes Reloaded
Osbournes Reloaded var en amerikansk TV-serie från Fox som både startade och lades ner under 2009 efter bara ett avsnitt. Anledningen till detta var att programmet fick stark kritik av tv-tittarna.
I serien medverkade Ozzy Osbourne, Sharon Osbourne, Kelly Osbourne och Jack Osbourne.
Hösten 2009 sände TV6 programmet, och då sändes alla 6 avsnitt som hann göras.